# Erik Lund (borgmester)
 Der er flere personer med dette navn, se Erik Lund.
Erik Lund (født 19. august 1948) var i perioden 1. december 2008-31. december 2013 borgmester i Allerød Kommune, og har været medlem af kommunalbestyrelsen siden 1. januar 1994. Gift med Lene Egerod.
Børn: Jesper (1968), Mikkel (1972), Line (1994), Amanda (2000)
- Januar 1994 -dato: Medlem af Allerød byråd.
- Januar 2016 - december 2017 og februar 2023 - dato: Medlem af regionsrådet i Region Hovedstaden.
- Oktober 2018 - februar 2019: Medlem af Folketinget.
- Januar 2018 - dato: Medlem af Videnskabsetisk komité
- Juli 2018 - juni 2022: Medlem af Skatteankenævnet
- Juli 2022 - dato: Medlem af Vurderingsankenævnet.
- Februar 2023 - dato: Bestyrelsesmedlem i MOVIA
- November 2005 - oktober 2008: Fagchef i SKAT København (inddrivelse og erhvervsligning).
- August 1993 - oktober 2005:  Kontorchef i Københavns Kommune (inkassochef)
- August 1989 - juli 1993: Kontorchef i Helsingør Kommune (inkassochef)
- Juli 1965 - juli 1989: Assistentelev, underassistent, assistent, overassistent, fuldmægtig, ekspeditionssekretær i Københavns kommune
- 1988 - 1992: Landstræner for handicaplandsholdet i bordtennis (OL i Barcelona 1992)
- 2004 - 2006: Landsformand for Pantefogedforeningen.